# 周氏節孝坊
周氏節孝坊，位在臺灣臺北市北投區，為臺北市僅存的三座清治時期牌坊之一，列為直轄市古蹟。

## 事跡
依《陳江家譜》記載，周絹生於乾隆五十三年（1788年）三月二十日辰時，淡水油車口人，卒於道光二十六年（1846年）閏五月十二日戌時。
周絹早年嫁到經營陳柏記商行的台北府淡水廳芝蘭二堡北投頂莊陳家，丈夫陳玉麟小她兩歲。二十七歲時丈夫去世，她事奉翁姑，撫育幼子，為鄰里傳頌，守寡卅二年後去世。

## 紀念
周絹孫子陳文華，為祖母請建造牌坊。由閩浙總督劉韻珂旌表後，於咸豐十一年（1861年）建造，成為當地豐年路舊名「孝坊」的由來。今址在大同里豐年路一段36號門口、北投代天府旁。
牌坊採觀音山石，原有三層，三間四柱式，中央僅寬兩百一十三公分。

## 修復
光緒年間北臺灣發生大地震，石坊二層以上全部倒塌，聖旨牌和檐頂掉落。戰後時期，牌坊橫跨在陰暗狹窄的豐年路上，僅餘一車身寬度，大型車輛穿梭其間，易遭破壞。
1985年，內政部核列為三級古蹟之後，古蹟學者即積極尋求散落的石擔和聖旨石牌，以進行維修整建。1991年6月28日，臺北市民政局決議撥下兩百一十萬元經費就地整建，搶救臺北市僅存的三座牌坊中損壞最嚴重這座。學者楊仁江由附近後代家中起出失散數十年的碑坊橫擔後，開始修復，於1993年4月修復完工，特別以兩座小石柱固於牌坊前，以阻汽車進出。